# Burning Daylight (Lied)
Burning Daylight ist ein Lied des niederländischen Duos Mia Nicolai & Dion Cooper. Mit dem Titel vertraten sie die Niederlande beim Eurovision Song Contest 2023 in Liverpool.

## Hintergrund
Der Song wurde von ESC-Gewinner Duncan Laurence mit dessen Ehemann und Songwriter Jordan Garfield sowie Mia Nicolai und Dion Cooper und Produzent Loek van der Grinten geschrieben. Der Song beginnt als eine ruhige Pop-Ballade, in der die erste Strophe zunächst von Cooper gesungen wird. Sodann folgt die zweite Strophe von Mia Nicolai, am Ende singen beide gemeinsam den Song, in der Originalversion als einen Midtempo-Titel. Das Lied und die gesangliche Leistung der beiden Sänger bei Liveauftritten wurden in den Niederlanden stark kritisiert. Daraufhin präsentierten die beiden eine neue, etwas höher gesungene, noch balladeskere Version des Titels. Zudem wurde ihnen ein Gesangscoach zur Seite gestellt. Die Künstler sprachen teils von einer Mobbing-ähnlichen Situation. Im Songtext geht es darum, dass die beiden Protagonisten mit ihrem alten Leben unzufrieden sind und diesem am Ende des Songs schließlich gemeinsam „goodbye“ sagen. Der Song wurde am 1. März 2023 veröffentlicht. Der Titel wurde vom übertragenden Fernsehsender AVROTROS intern ausgewählt.
Die Niederlande nahmen mit dem Titel am 67. Eurovision Song Contest teil, der vom 9. bis 13. Mai 2023 stattfand. Burning Daylight wurde dem ersten Halbfinale zugelost und startete dort an vorletzter Stelle der 15 Teilnehmer. Der Titel konnte sich jedoch mit 7 Punkten und dem 13. Platz nicht für das Finale qualifizieren.

## Kommerzieller Erfolg
| ChartsChartplatzierungen  | Höchstplatzierung | Wochen |
| ------------------------- | ----------------- | ------ |
| Niederlande (Media Markt) | 21 (11 Wo.)       | 11     |